# Liu Xia (artiste)
Pour les articles homonymes, voir Liu Xia.
Liu Xia, née en 1961 à Pékin, de nationalité chinoise, est peintre, poète et photographe.
Elle est la veuve du militant démocrate chinois Liu Xiaobo, corédacteur de la charte 08, prix Nobel de la paix 2010, condamné à 11 ans de prison en 2009, mort en détention le 13 juillet 2017. Placée en résidence surveillée dès l'attribution du Prix Nobel à son mari, en 2010, elle a été autorisée à quitter la Chine pour l'Allemagne en juillet 2018.

## Biographie
Éditrice, photographe et peintre, Liu Xia publie de la poésie peu de temps après sa rencontre avec Liu Xiaobo en 1982. Déjà en butte à la police à cause de ses prises de position politiques, le couple ne peut vivre ensemble qu'à partir de 1994. Elle se marie avec Liu Xiaobo en 1998.
Liu Xia est connue comme étant la femme de l'homme qui a reçu le prix Nobel de la paix en 2010, Liu Xiaobo. Elle réside à Pékin où elle est en résidence surveillée depuis le 8 octobre 2010. Fin 2013, malgré des problèmes cardiaques et de dépression, elle refuse d 'être hospitalisée, craignant une « hospitalisation punitive ».
Finalement au début de l'année 2014, elle est hospitalisée pour des problèmes de santé consécutifs de son isolement. Ses proches indiquent que les autorités chinoises refusent qu'elle soit soignée à l'étranger.
En mars 2014, et après la mort de la dissidente chinoise Cao Shunli, un appel est lancé, pour sauver Liu Xia, dans une tribune au Wall Street Journal par le prix Nobel de la Paix 1984 Desmond Tutu et l'avocat Jared Genser.
Depuis 2011, l'œuvre photographique de Liu Xia, confiée à  l'écrivain Guy Sorman, commissaire de ses expositions, a été présentée au public dans de nombreux musées, en particulier à Boulogne-Billancourt, New York, Los Angeles, Hong Kong, Taipei, Tokyo, Kyoto, Barcelone, Madrid, Berlin, Hambourg, Prague, Bratislava. Cette exposition a été présentée à nouveau à Boulogne-Billancourt en janvier 2018 ; on peut la voir ligne sur la chaîne vidéo de Béatrice Desgranges, traductrice de Liu Xia.
Alors que son mari Liu Xiaobo, malade d'un cancer du foie en phase terminale est déplacé dans un hôpital, Mary Beth Polley, porte-parole de l'ambassade des États-Unis en Chine, demande la libération de Liu Xia, de la résidence surveillée dont elle fait l'objet depuis 2010. Évoquant son mari, elle indique en pleurs dans une vidéo : « (Il) ne peut pas être opéré, ni recevoir de chimiothérapie! ».
Dans une interview le jour de la mort de Liu Xiaobo le 13 juillet 2017, Marie Holzman déclara : « Si Liu Xiaobo a tellement insisté pour pouvoir quitter la Chine à la fin de sa vie, c'est précisément parce qu'il voulait offrir la possibilité à son épouse de s'évader du pays. ».
Depuis le 15 juillet, date de la dispersion des cendres de son époux, on ignore où elle se trouve,.
Alors qu'elle est gardée au secret par les autorités chinoises selon son avocat, le 19 août, elle apparaît dans 2 vidéos diffusées sur les réseaux sociaux. Pour le dissident Hu Jia, ces enregistrements ont été faits sous la contrainte.
Début 2018, le régime chinois refuse toujours de la laisser quitter le pays, alors que l'Allemagne s'était proposée de l'accueillir et que la chancelière Angela Merkel a plusieurs fois soulevé le sujet auprès de ses homologues chinois. Liu Xia envisage alors de se laisser mourir, en forme de protestation. Une mobilisation internationale se développe pour obtenir la libération de la poétesse.

## Départ pour l'Allemagne
En mai 2018, Liao Yiwu, l'auteur et poète chinois vivant en Allemagne et ami de Liu Xia, a rapporté, avec la permission de Liu Xia, qu'elle souffrait de dépression clinique débilitante, après que le gouvernement de Pékin ait rompu de multiples promesses de l'autoriser à voyager librement, y compris, début avril 2018, un arrangement pris par Heiko Maas, le ministre allemand des Affaires étrangères, pour faciliter son voyage en Allemagne.
Le 4 juillet 2018, quatre experts indépendants des Nations unies, y compris Michel Forst, Rapporteur spécial sur la situation des défenseurs des droits de l'homme, ont fait part de leur inquiétude quant à la dégradation de l'état de santé de Liu Xia, et ont demandé sa libération.
En juillet 2018, il a été rapporté que Liu Xia avait été autorisée à quitter la Chine et qu'elle avait pris l'avion de Beijing à Berlin, en Allemagne, le mardi 10 juillet. Elle a été accueillie par Liao Yiwu et Herta Müller.

## Liu Xia au Japon
Liu Xia a quitté l'Allemagne pour le Japon, où se trouvent déjà de nombreux exilés chinois ; elle y est arrivée le 21 juillet 2024, à l'invitation d'une Université privée où elle mènera des recherches littéraires.

## Prises de position
Liu Xia considère que les démocrates chinois font l'objet d'une persécution, comme les juifs à l'époque du régime nazi ; « On nous extermine dans l'indifférence générale des Occidentaux. Vous vous réveillerez quand nous aurons disparu ».

### Note
1. ↑  Cao est morte dans un hôpital militaire chinois le 14 mars 2014, son corps montrant « des signes de mauvais traitements durant sa détention d'environ cinq mois et demi ».